# Hiro Matsushita
Hiro Matsushita (în japoneză ヒロ松下; n. 14 martie 1961, Nishinomiya, Japonia) este un fost automobilist japonez care a participat la Formula Indy / CART între 1990 și 1998. Este nepotul lui Konosuke Matsushita, .  fondatorul Matsushita Electric Industrial Co .; ca urmare, el a fost întotdeauna sponsorizat de Panasonic. A câștigat Campionatul Toyota Atlantic (Pacific) în 1989 ca primul și singurul pilot japonez. El este, de asemenea, primul pilot japonez care a concurat la Indianapolis 500.. 

## Carieră
În ciuda faptului că a fost cunoscut pentru cursa în CART, Matsushita și-a început cariera cu motocicletele în țara sa între 1977 și 1979, migrând doar puțin timp pe patru roți. Cu sponsorizarea Panasonic, a plecat în SUA în 1986, unde a concurat în Formula Ford. De asemenea, a trecut prin Formula Atlantic (divizia de vest) și American Racing Series (viitorul Indy Lights).
În Indy (mai târziu CART și apoi Champ Car), Matsushita a debutat la GP-ul din Long Beach, alături de Team Simon. A terminat pe locul 19. A fost prima din 117 curse disputate de japonezi, considerat pionierul țării sale în categorie. Până în 1998, a concurat pentru echipele Walker, Arciero-Wells și Payton-Coyne. S-a retras de la automobilismul monoplaz în 1998, după ce a ajuns al cincisprezecelea în etapa de la Rio de Janeiro. Matsushita s-a retras definitiv de pe piste după ce a participat la cursa de anduranță Baja 1000, conducând un Mitsubishi Pajero.

## Viața personală
În 1991, Hiro a cumpărat Swift Engineering, o companie de inginerie a navelor spațiale din California. Matsushita locuiește în San Clemente California .